# Luz (Zeichner)

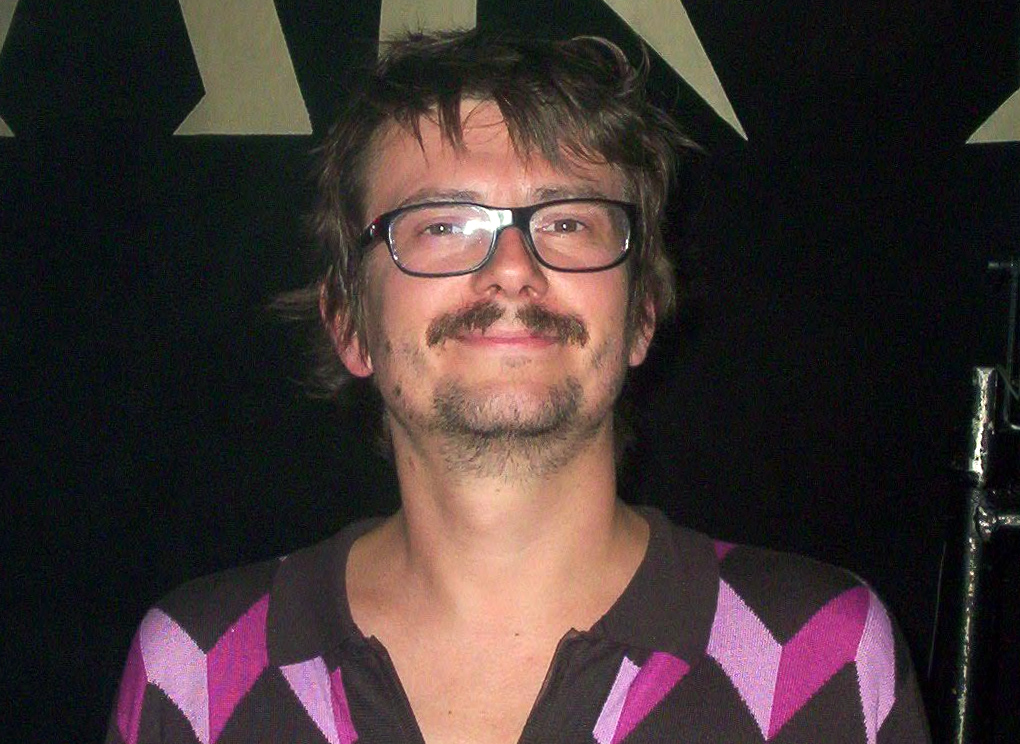
Luz (2007)

Luz (eigentlich: Rénald Luzier; * 7. Januar 1972 in Tours) ist ein französischer Karikaturist, Cartoonist und Comiczeichner.

## Leben

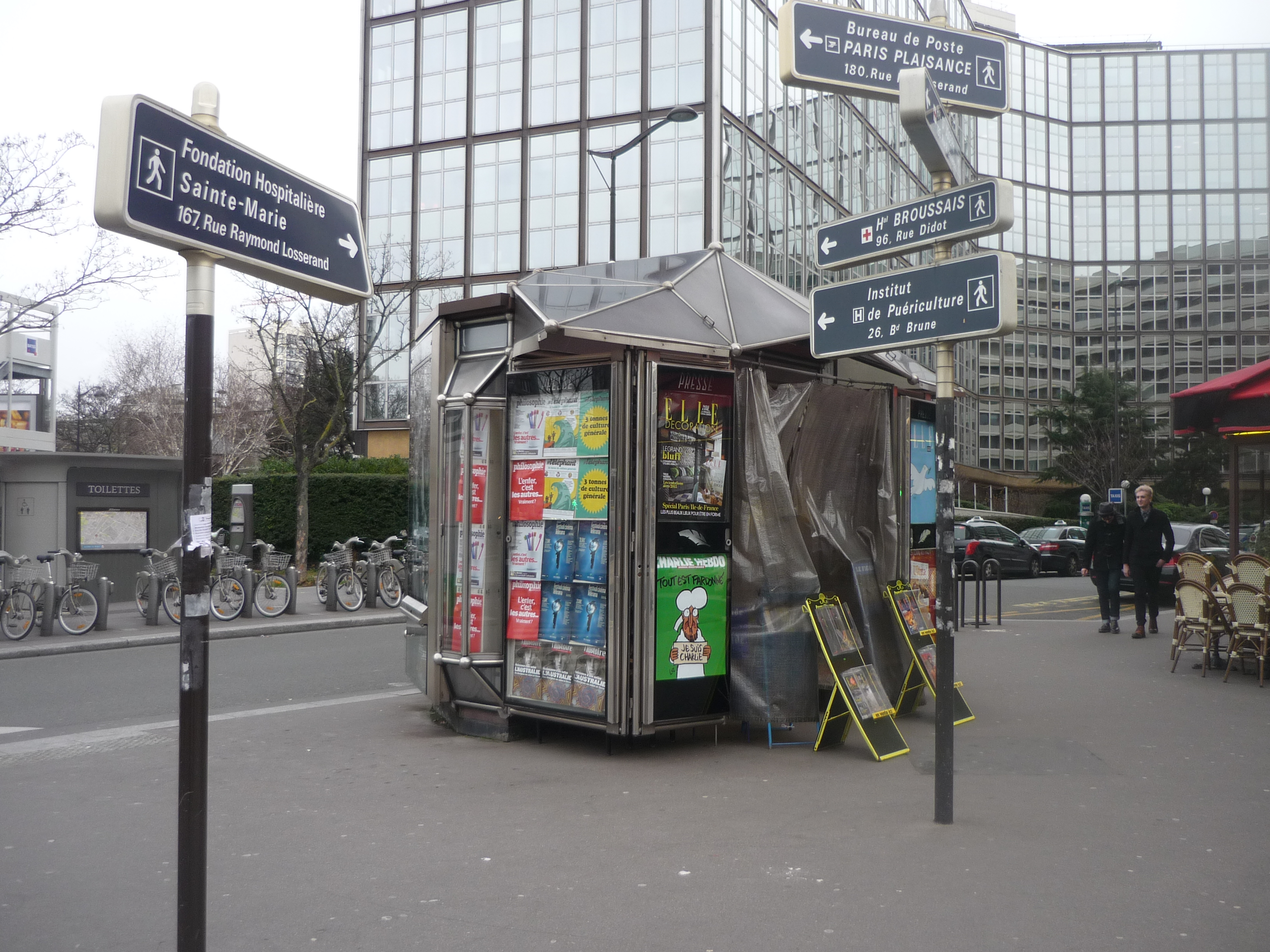
Das von Luz gezeichnete Titelblatt der ersten Ausgabe nach dem Anschlag auf Charlie Hebdo an einem Zeitungsstand in Paris. Noch nie wurden in Frankreich so viele Exemplare einer Zeitungsausgabe gedruckt.

Luz arbeitet seit 1992 für die Satirezeitung Charlie Hebdo und seit 2003 auch für das Magazin Fluide Glacial. Für Charlie Hebdo zeichnete er einige Titelblätter, darunter das islamsatirische Charia Hebdo-Cover im November 2011, das eine Mohammed-Karikatur mit den Worten „100 coups de fouet, si vous n’êtes pas morts de rire!“ („100 Peitschenhiebe, wenn Sie sich nicht totlachen!“) zeigte. Am Tag der Veröffentlichung wurde ein Brandanschlag auf die Redaktionsräume verübt.
Als am 7. Januar 2015 beim Anschlag auf Charlie Hebdo zwölf Menschen, darunter acht Mitarbeiter der Zeitschrift, getötet wurden, war Luz nicht in der Redaktion anwesend, weil er an seinem Geburtstag verschlafen hatte. Er entwarf anschließend das Titelbild der ersten Ausgabe nach dem Attentat, die am 13. Januar 2015 der Öffentlichkeit auf einer Pressekonferenz in Paris vorgestellt wurde und tags darauf erschien. Auf dem Cover ist unter der Überschrift Tout est pardonné („Alles ist vergeben“) die Karikatur eines weinenden Mohammed abgebildet, der ein Schild mit der Aufschrift „Je suis Charlie“ in den Händen hält.
Im Mai 2015 gab er bekannt, dass er die Redaktion von Charlie Hebdo verlässt.
2016 erhielt er beim Erlanger Comic-Salon im Rahmen des Max-und-Moritz-Preises den Spezialpreis der Jury. Er wurde für den Band Katharsis ausgezeichnet, mit dem Luz den Terroranschlag verarbeitete.

## Werke (Auswahl)

### Charlie Hebdo hors série
- 1998: Les Mégret gèrent la ville
- 1999: C’est la crise finale
- 2002: Monsieur le baron
- 2005: Un Turc est entré dans l’Europe
- 2006: Charlie blasphème (mit Charb)

### Andere Verlage
- 2002: Cambouis (L’Association)
- 2003: The Joke (Les Requins Marteaux)
- 2005: Claudiquant sur le dancefloor (Hoëbeke)
- 2006: Faire danser les filles (Hoëbeke)
- 2007: J’aime pas la chanson française (Hoëbeke)
- 2008: Quand deux chiens se rencontrent (Les Échappés)
- 2009: Les Sarkozy gèrent la France (Les Échappés)
- 2010: Robokozy (Les Échappés)
- 2010: King of klub (Les Échappés)
- 2015: Catharsis (Futuropolis)
- 2018: Indélébiles (Futuropolis)
- 2019: Hollywood menteur (Futuropolis)
- 2024: Deux filles nues (Éditions Albin Michel). Deutsche Übersetzung von Lilian Pithan: Zwei weibliche Halbakte. Reprodukt, Berlin 2025, ISBN 978-3-95640-468-9.